# 溥善寺
溥善寺，俗称后寺，位于河北省承德市，是一座藏传佛教格鲁派寺院，为“外八庙”之一。

## 历史
溥善寺在溥仁寺东北，两寺一墙之隔。故又称溥仁寺为前寺，溥善寺为后寺。两寺同期建成，形制和布局基本相同，只是溥仁寺的后殿为佛楼。溥善寺建于清朝康熙五十二年（1713年）。
溥善寺在清朝咸丰年间便已坍塌、渗漏，十分残破。1937年，该寺仅存钟楼、后照殿及东西配殿，其他殿堂均无存。1950年时，该寺仅存钟楼一座，1964年将早已糟朽的钟楼拆除。溥善寺的全部殿堂至此均无存。

## 建筑
溥善寺长129米，宽87米，占地面积11223平方米。采用汉式寺庙布局，中轴线上有山门、天王殿、大雄宝殿、后照殿，中轴线两侧有钟楼、鼓楼、配殿、廊房等建筑。东西内、外分设两层围墙，内院前后分为四进院落。主要建筑有：
- 山门：坐北朝南，面阔三间，单檐歇山布瓦顶，门楣上嵌有康熙帝题“溥善寺”石额。山门内东西两侧是两尊护法金刚。山门内左右有幢竿。
- 天王殿：位于山门以北，面阔三间，进深两间，单檐歇山布瓦顶。殿内正中供奉大肚弥勒佛，两侧为四大天王，大肚弥勒像背后立有韦驮像。
  - 钟楼、鼓楼：位于山门内的东、西两侧。
- 大雄宝殿：位于天王殿以北。面阔五间，进深三间。正中檐下悬康熙帝御题“溥善寺”云龙陡匾。殿内供奉迦叶佛、释迦牟尼、弥勒佛三世佛，两侧是十八罗汉像，殿内墙上悬挂佛画十轴。
  - 东、西配殿：大雄宝殿前两侧各有配殿五间。
- 后照殿：位于大雄宝殿以北，面阔七间，殿内供奉一佛二菩萨及喇嘛祖师佛共五尊，无量寿佛九尊，大小佛像50多尊。
  - 东、西配殿：位于后照殿前两侧，各五间。内供蒙古各部王公为康熙帝祝万寿而献的铜鎏金无量寿佛。
- 佛楼：位于后照殿以北，面阔七间，两层，楼内设宝座、佛像及陈设，是喇嘛讲经之所。
  - 东、西配殿：位于佛楼东西两侧，各五间。[2]